# Mì gạo

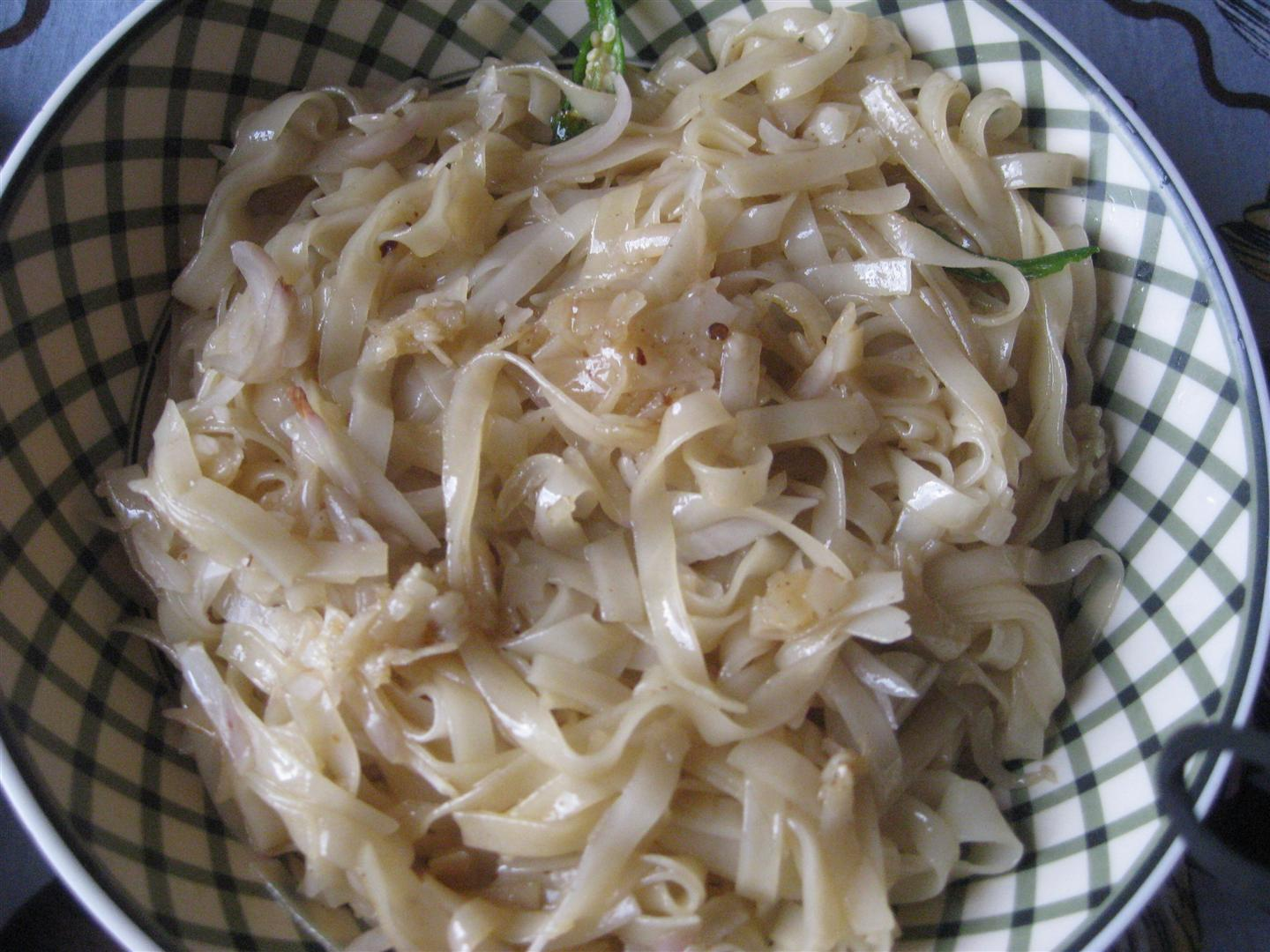
Mì gạo đã trần qua

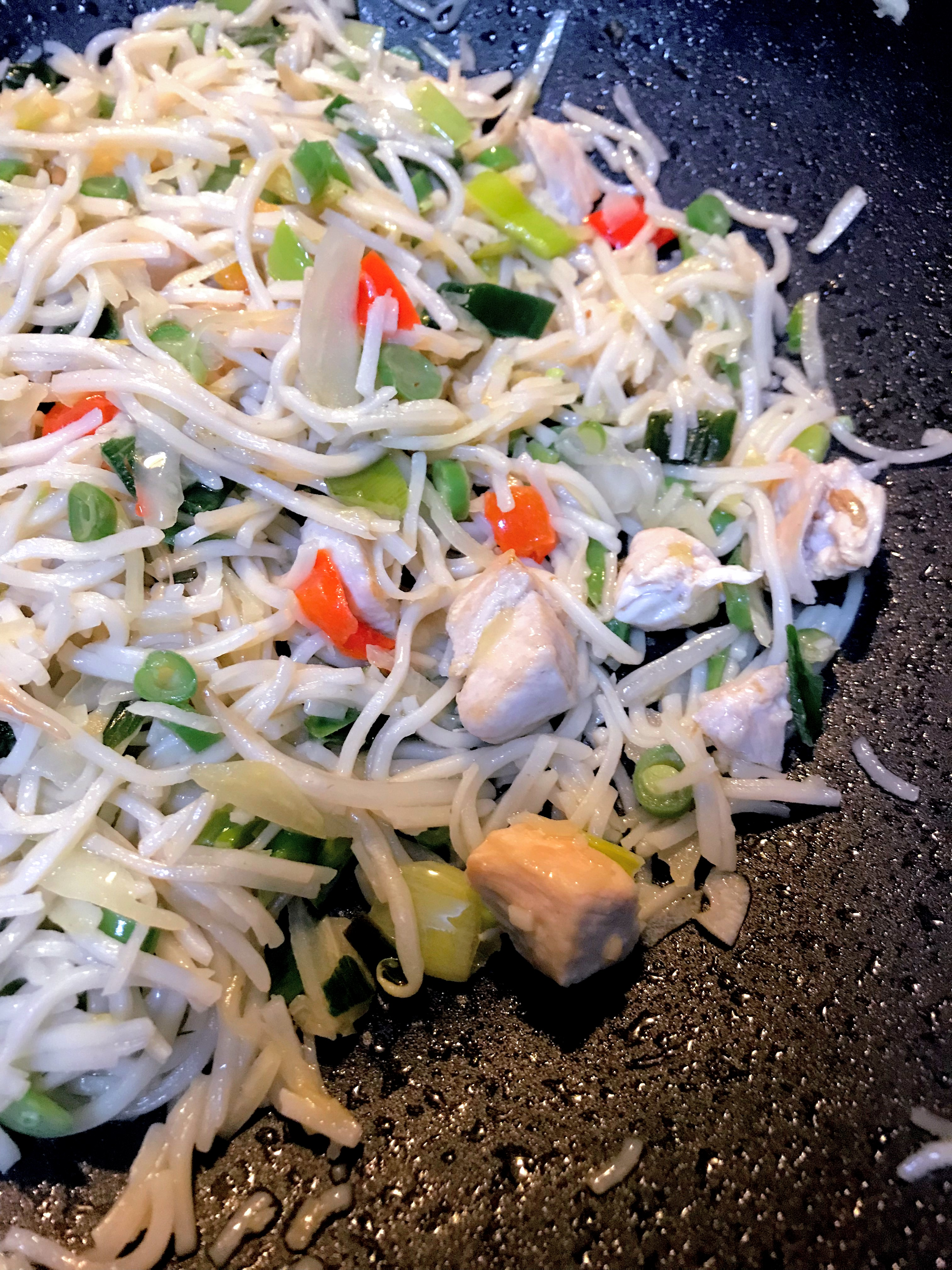
Món mì xào

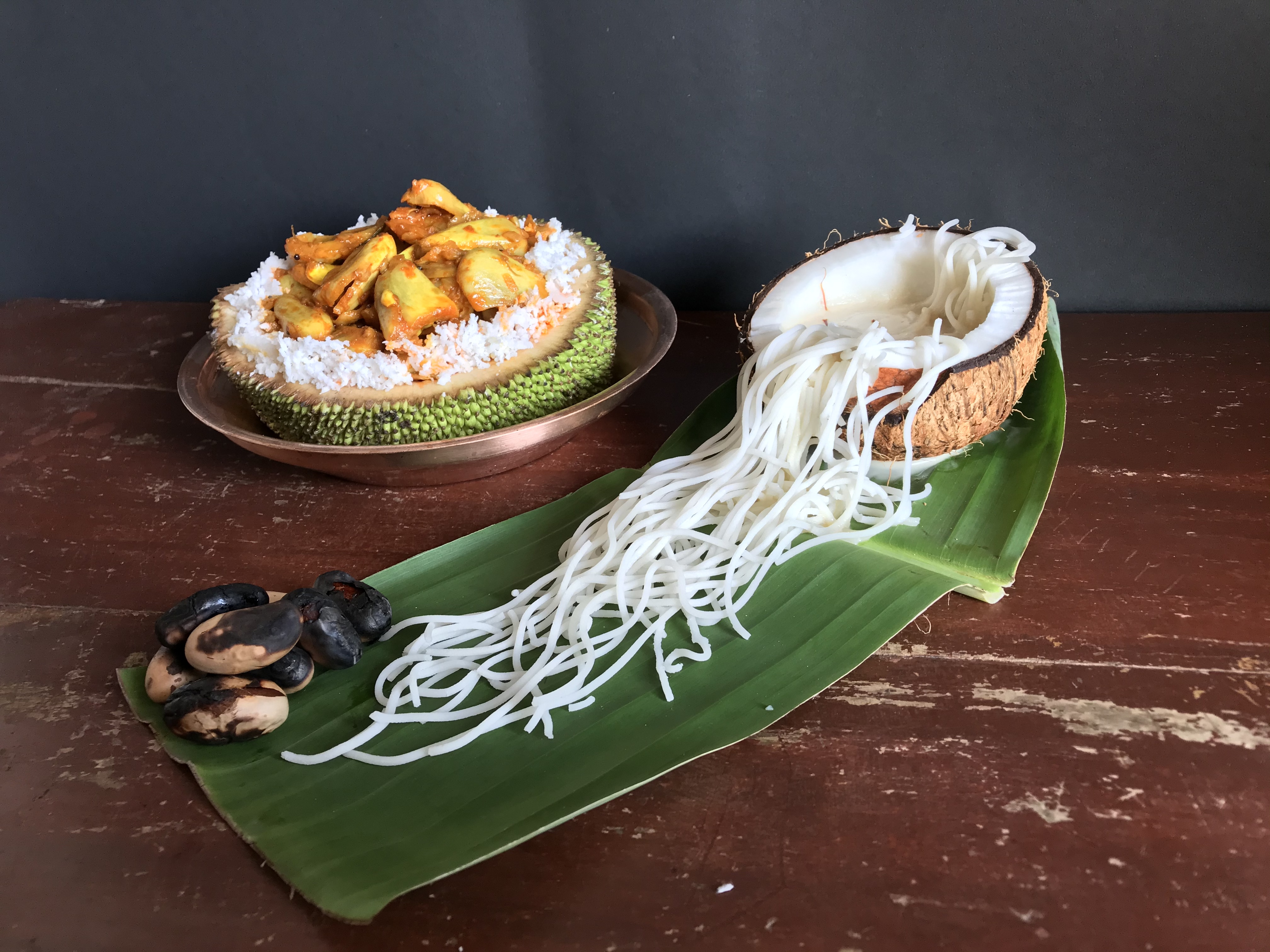
Sợi mì bày trên lá chuối, cùng với món masala mít

Mì gạo (tiếng Anh: rice noodles) là một loại mì sợi được làm từ bột gạo và nước, đôi khi có thể có thêm bột sắn hoặc bột ngô để mì trong suốt và dai hơn. Đây là nguyên liệu cho nhiều món ăn quen thuộc trong ẩm thực Trung Quốc, Ấn Độ và khu vực Đông Nam Á. Mì gạo có thể ở dạng tươi, khô hoặc đông lạnh với nhiều biến thể khác nhau, ví dụ như bún, phở, miến. Mì tươi không bảo quản được lâu, hạn sử dụng có thể chỉ vài ngày.

## Lịch sử
Nguồn gốc của mì gạo bắt đầu từ thời nhà Tần khi người từ miền bắc Trung Quốc xuống xâm lược miền nam. Người miền bắc thường ăn lúa mì và kê, các loài cây ưa lạnh, và chế biến ra các loại mì làm từ lúa mì, trong khi người miền nam lại trồng lúa gạo hợp với thời tiết nóng. Để thích nghi, người ta đã thử làm các loại mì mới làm từ lúa gạo, qua đó phát minh ra "mì gạo". Trải qua thời gian, mì gạo và các loại biến thể của nó dần trở nên phổ biến trên khắp thế giới, đặc biệt là khu vực Đông Nam Á. Ở Ấn Độ, theo nhà sử học K. T. Achaya, các tác phẩm văn chương Sangam đã nhắc tới một loại mì sợi cơm có tên là idiyappam, xuất hiện ở nước Tamil cổ đại vào khoảng thế kỷ thứ 1.

## Biến thể

### Dạng sợi dày
- Bánh canh: sợi bánh có thể được làm từ bột gạo, bột mì, bột năng hoặc bột sắn, xuất xứ từ Việt Nam
- Lai fun: biến thể của mì Trung Quốc, sợi mì dày và ngắn
- Nan gyi thoke: mì sợi tròn, dày, trộn kèm cà ri gà và nước ớt
- Nan lat: mì sợi to dày của Myanmar[3][4]
- Silver needle noodles hay mì sợi kim[5]: xuất xứ từ Trung Quốc, sợi mì to nhưng chỉ ngắn khoảng 5 cm, gần giống lai fun nhưng hai đầu sợi mì thuôn nhọn. Hồng Kông và Đài Loan gọi là mì sợi kim còn Malaysia và Singapore gọi là mì đuôi chuột, Indonesia gọi là "locupan", trong khi ở Thái Lan, nó có tên là "giam ee".[6]

### Dạng sợi dẹt
- Bánh phở: sợi mì to nhưng dẹt cho món phở ở Việt Nam
- Shahe fen/chao fen/chow fun
- Migan
- Juanfen
- Sen lek hay kuaitiao sen lek: mì dẹt Thái Lan,[7] dùng trong các món pad Thái, mì Sukhothai và nhiều món khác
- Nan byar: mì từ Myanmar,[8] byar/pyar có nghĩa là "dẹt"[9]
- San see[10]

### Dạng sợi mỏng
- Khanom chin: một loại mì mỏng, tươi trong ẩm thực Thái Lan. Gạo để lên men một vài ngày, sau đó đun lên và kéo thành sợi bằng rây hoặc sàng. Sợi mont bat (မုန့်ဖတ်) hay mont di (မုန့်တီ) của Myanmar cũng tương tự.
- Bún